# Epistrophe diaphana
Epistrophe diaphana es una especie de sírfido. Se distribuyen por el paleártico en Eurasia.